# Пугачі (Кемеровський округ)
Пугачі́ (рос. Пугачи) — присілок у складі Кемеровського округу Кемеровської області, Росія.

## Населення
Населення — 176 осіб (2010; 165 у 2002).
Національний склад (станом на 2002 рік):
- росіяни — 94 %